# Petrus Chanel

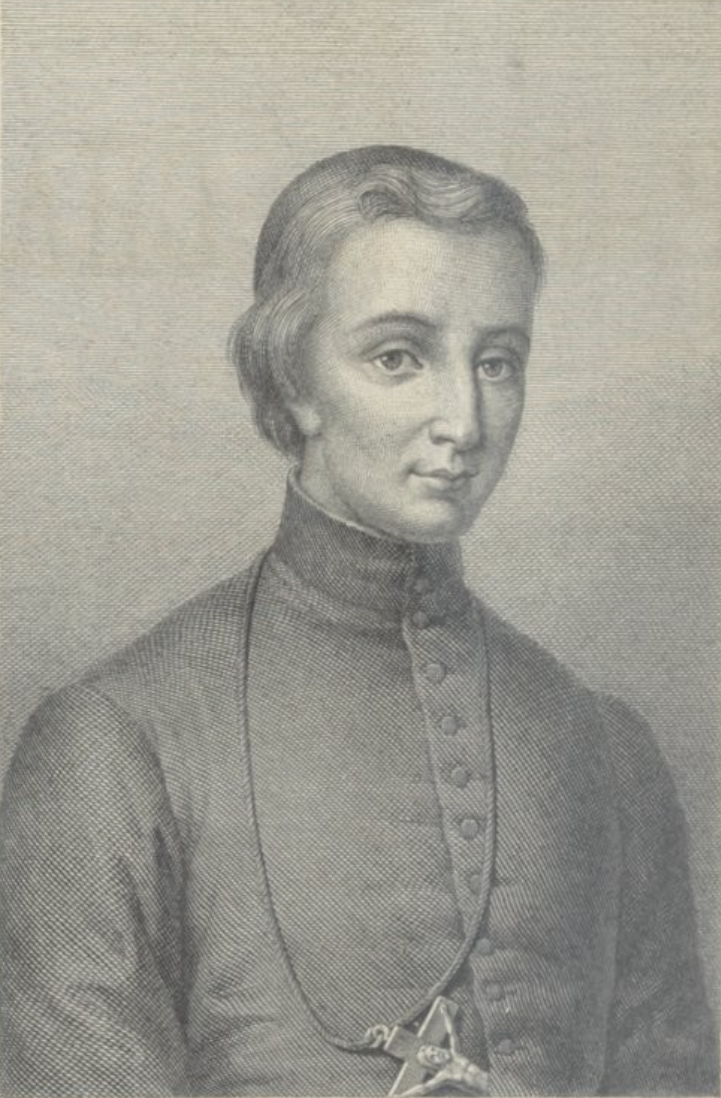
Petrus Chanel

Petrus Chanel (Frans: Pierre Chanel, Montrevel-en-Bresse, 12 juli 1803 – Futuna, 28 april 1841) was een Frans rooms-katholiek priester en missionaris in Oceanië. Hij werd heilig verklaard in de Rooms-Katholieke Kerk.

## Jeugd
Chanel werd geboren in La Potière, een gehucht van het dorp Cuet in de regio Bresse. Hij werd geboren als vijfde in een gezin van acht kinderen. Als kind hielp hij in het huishouden, gaf haver en gerst aan de kippen en zorgde voor de koeien, schapen en geiten. Na zeven jaar een leven van herder te hebben geleid, ging hij in 1819 op zestienjarige leeftijd naar het kleinseminarie te Meximieux in het aartsbisdom Lyon, omdat het bisdom Belley er geen had. Hij verbleef  daar tot 1823, waarna vertrok hij naar het college in Belley. Een jaar later, in 1824 begon hij aan zijn laatste studies in het grootseminarie in Brou bij Bourg-en-Bresse. Op 15 juli 1827 werd hij priester gewijd door Alexandre-Raymond Devie, de bisschop van Belley, en werd benoemd tot kapelaan in de parochie van Ambérieu. Het jaar daarop al werd hij in de herfst van 1828 pastoor van Crozet. Maar de drang van de missie bleef hem trekken en met tegenzin liet de bisschop hem naar de pas opgerichte maristen vertrekken, waar hij zich in september 1831 bij aansloot. Zijn eerste taak werd godsdienstleraar aan het maristencollege van Belley. Daarna kreeg hij er een aanstelling als geestelijk leidsman en later als conrector, onder de rector, Père Jean-Claude Colin (1790-1875), de oprichter van de maristen.

## Vertrek naar de missie

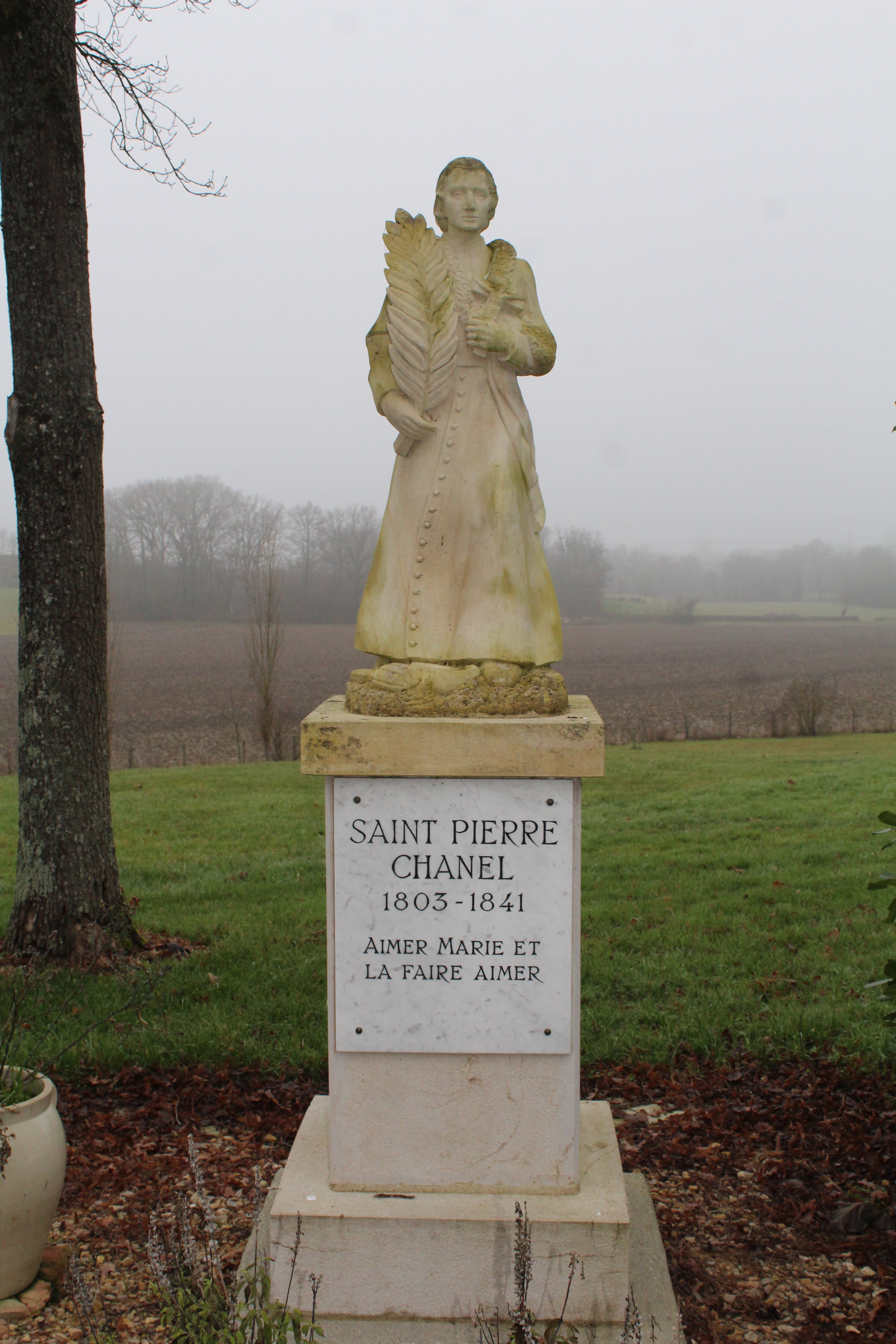
Standbeeld in Cuet

De maristen hadden de zorg voor de missie in Oceanië gekregen. Op 24 december 1836 vertrok Petrus Chanel met een gezelschap van maristen, onder leiding van hun bisschop Mgr. Pompallier en met de drie paters Bataillon, Servant en Bret en de drie broeders Marie-Nizier, Michel en Joseph-Xavier, van Le Havre naar Valparaiso, aan de oostkust van Zuid-Amerika. Daar kwamen ze op 28 juni 1837 aan. Vandaar vertrokken ze op 10 augustus naar hun toekomstig missiegebied. Na op Tahiti en Tonga te zijn afgewezen, vestigden pater Bataillon en broeder Joseph-Xavier Luzy zich op het eiland Wallis. De anderen voeren door; van hen gingen Peter Chanel en broeder Marie-Nizier op 8 november 1837 in Futuna aan land. De overigen zetten hun reis voort naar Nieuw-Zeeland.
Wonend in zeer primitieve omstandigheden, nauwelijks zich kunnen aanpassend aan het klimaat en het voedsel, en na veel problemen met de taal en de cultuur te hebben overwonnen, begonnen Chanel en zijn medebroeder de bevolking te leren hoe ze het land konden bewerken, bomen konden planten en dieren konden houden. Ook begonnen ze, zo goed en kwaad als het ging, catechese te geven. Na enkele jaren begonnen sommigen zich tot het christendom te bekeren. Dit kwam mede door de grote hulp die de missionarissen boden aan de overlevenden van de cycloon van 2-3 februari 1839. Ze noemden hem toen Tagâta aga malie : de “man met het grote hart”.

## Martelaarschap
Het groeiende aantal mensen dat zich lieten dopen riep in toenemende mate wrevel op bij de koning, die zijn macht, die mede bestond in de dreiging vanuit zijn contact met geesten, zag tanen. Hij verordonneerde dat de missionarissen geen voedsel meer zouden krijgen, en catechumenen werden getreiterd, bij hen weggehouden en met de dood bedreigd. Toen zijn zoon Meitala om het doopsel vroeg, was de maat vol.
Na overleg met zijn raadgevers gaf koning Niuliki aan Musumusu, zijn schoonzoon, de opdracht: “Doe alles om dit te laten ophouden.” In de vroege morgen van 28 april 1841 vertrokken hij en zijn gezellen naar een aantal doopleerlingen en pasgedoopten, die ze in hun slaap verrasten en als waarschuwing in elkaar sloegen. Vervolgens gingen ze naar Meitala, die zij ook mishandelden, waarbij Musumusu zelf gewond raakte. Onder het voorwendsel dat hij gewond was, ging hij toen naar de hut van Petrus Chanel. Deze kwam naar buiten, terwijl Musumusu’s mannen binnen alles kort en klein begonnen te slaan en uiteindelijk zijn spullen naar buiten brachten om ze mee te nemen. Toen Petrus verband ging halen trof hij hen bij de deur, vermaande hen, maar werd geslagen met een schoffel. Tijdens zijn verdediging werd zijn arm verbrijzeld en nadat hij met een knuppel tegen de grond was geslagen, werd hij met messen en knuppels bewerkt. Musumusu vond het allemaal te langzaam duren, riep dat ze er niet waren om te plunderen en sloeg de missionaris met een bijl het hoofd in. Deze uitte nog de laatste woorden: Malie fuai, loku mate - "Ik ben gelukkig te sterven", in de betekenis van: “Het is goed voor mij te sterven, zodat Futuna kan leven”, daarbij verwijzend naar het evangelie: “Als de graankorrel in de aarde valt en sterft, brengt hij veel vrucht voort” (Joh. 12,24-26).

## Gebeurtenissen na zijn dood
Koning Niulike stierf kort na dit voorval aan een heel pijnlijke ziekte, die hij en zijn onderdanen in verband brachten met de moord. Bisschop Pompallier in Nieuw-Zeeland hoorde pas 21 november van het gebeurde en kwam, na eerst Wallis te hebben bezocht, op 18 januari naar het eiland. Daar was men bang voor een vergeldingsactie, maar de bisschop vroeg alleen zijn lichaam en zijn spullen. Geroerd door deze vergevingsgezinde houding boden ze hun excuses aan en vroegen om meer missionarissen. Uiteindelijk bekeerde het hele eiland zich.

## Relieken en verering

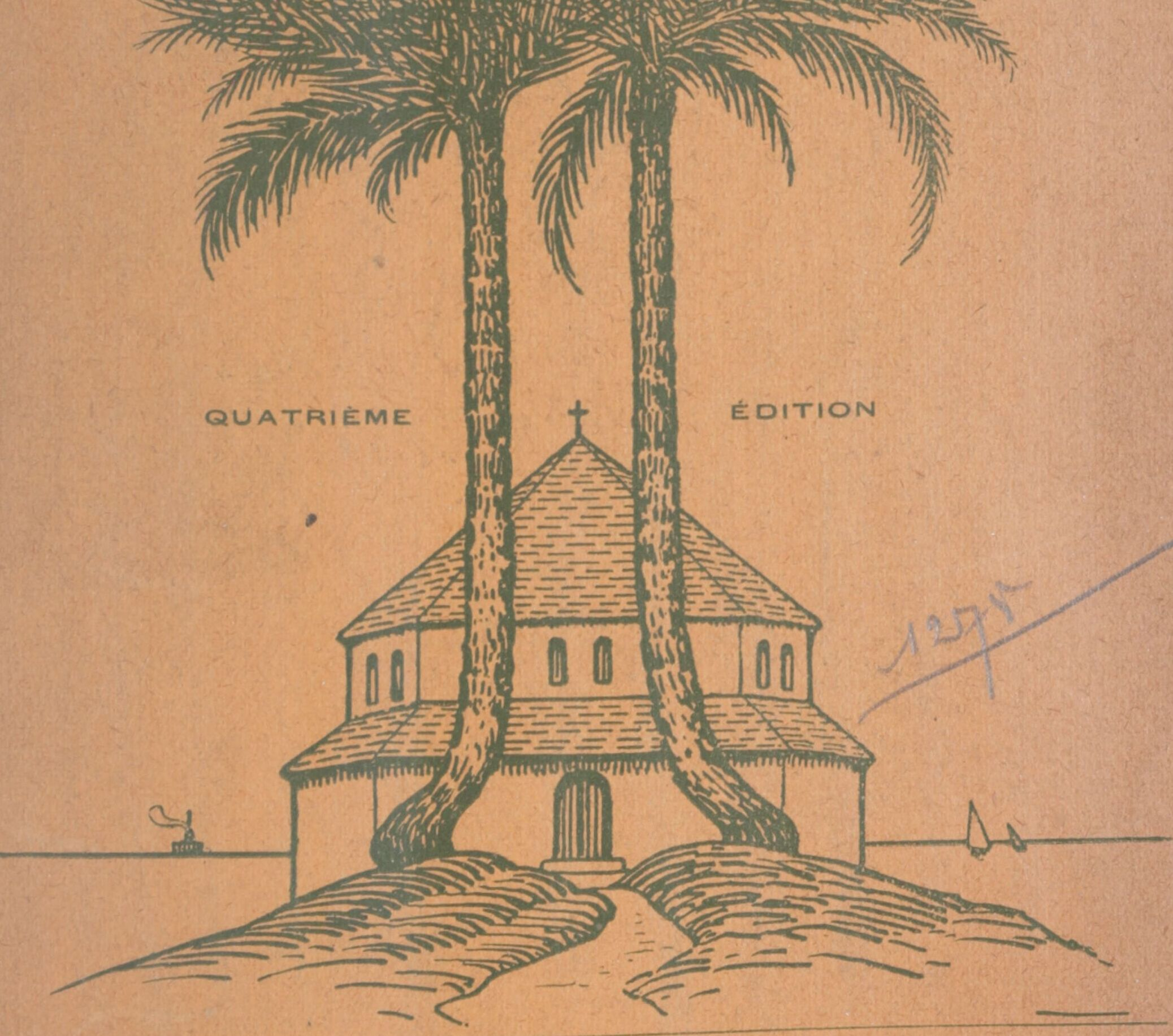
De kapel van Poï (1923)

De relieken werden verspreid over meerdere plaatsen. Een deel van de schedel werd naar paus Leo XIII in Rome gestuurd, als dank voor het toekennen van de missie in Oceanië aan de maristen. Een fragment van de arm ging naar de Basiliek van Fourvière, van waaruit de missionarissen in 1836 waren vertrokken. Een andere reliek kwam in 1948 terecht in de eerste steen van een school van de maristen in Dakar. Een rib zou bewaard worden in zijn geboorteplaats Cuet, in de parochiekerk waar hij gedoopt was. Uiteindelijk kwam het grootste gedeelte van "Petelo Sanele," zoals hij Futuna genoemd werd, in 1977 naar dit eiland terug. Zijn beenderen werden geplaatst in Poï, in de kapel op de plaats waar het huis van de missionaris had gestaan. De schedel keerde ten slotte pas terug in Futuma op 7 november 1985, tijdens de feestelijkheden ter ere van het 150-jarig bestaan van zijn komst naar het eiland. 
Hij werd op 17 november 1889 door paus Leo XIII zalig- en op 13 juni 1954 door paus Pius XII heiligverklaard. Zijn feestdag is 28 april.